# Superhump

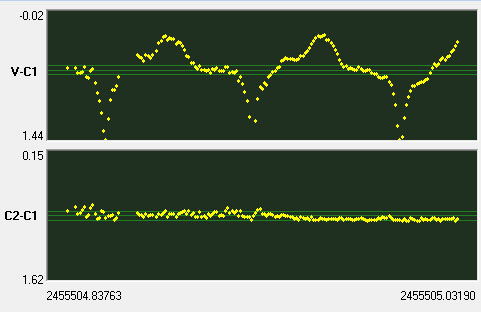
Lichtkurve der Zwergnova HT Cas im Ausbruch. Neben den Superhumps ist noch ein Bedeckungslichtwechsel zu sehen. Die untere Lichtkurve zeigt die Streuung bei der Beobachtung unveränderlicher Vergleichssterne

Superhumps (auf Deutsch etwa Superhöcker) sind eine annähernd sinusförmige Modulation in den Lichtkurven einiger Zwergnovae geringer Amplitude.

## Eigenschaften
Die Superhumps treten bei allen Zwergnovae vom Typ SU UMa während der Supermaxima auf. Sie wurden in der südlichen Zwergnova VW Hydri im Dezember 1972 entdeckt. Bei positiven oder gewöhnlichen Superhumps ist die Periode um einige Prozent länger als die Umlaufdauer in den engen Doppelsternsystemen, während sie bei negativen Superhumps einige Prozente kürzer ist. Positive und negative Superhumps können gleichzeitig auftreten.
Typischerweise sind Superhumps nicht am Anfang des Ausbruchs nachweisbar, sondern entwickeln sich erst nahe dem Maximum und erreichen im Maximum auch die maximale Amplitude. Die Periode der Superhumps verkürzt sich geringfügig im Laufe einer Eruption mit einem für die jeweilige Zwergnova charakteristischen Wert. Die Amplitude nimmt danach kontinuierlich ab, bis sie nach Tagen bis Wochen nicht mehr beobachtet werden können. Allerdings zeigen einige Sterne auch permanente Superhumps sowie selten auch frühe Superhumps, die bereits während des Anstiegs zum Supermaximum auftreten. Diese unterschiedlichen Eigenschaften können bei einigen Sternen abwechselnd auftreten, ebenso wie Superhumps mit einem doppelten Maximum.
Die Amplituden, welche maximal 0,3 mag erreichen können, sind abhängig von der Bahnneigung des Doppelsternsystems. Neben den SU UMa-Sternen konnten Superhumps auch in permanenten Superhumpern beobachtet werden. Dabei handelt es sich um Zwergnovae in ständigem Ausbruch, den Nova-ähnlichen Sternen, als auch um Zwergnovae, die keinerlei Ausbrüche zeigen. Eine weitere Quelle von Superhumps sind die AM-Canum-Venaticorum-Sterne. Dabei handelt es sich um Doppelsternsysteme bestehend aus zwei Weißen Zwergen mit einem Materieaustausch über eine Akkretionsscheibe. Außerhalb der Gruppe der kataklysmischen Doppelsterne konnten Superhumps auch bei Röntgendoppelsternen geringer Masse nachgewiesen werden. Bei Röntgendoppelsternen ist der kompakte Stern ein Neutronenstern oder ein Schwarzes Loch.
In seltenen Fällen treten Superhumps auch während normaler Ausbrüche auf. Bei diesen ist der folgende Ausbruch dann ein Supermaximum. Die einzige bekannte Ausnahme ist bisher der Prototyp der SU-UMa-Sterne SU Ursae Majoris. Hier konnten Superhumps auch in einem isolierten normalen Maxima nachgewiesen werden und die Superhumps verschwanden vor dem nächsten Supermaximum wieder.

## Interpretation positiver Superhumps

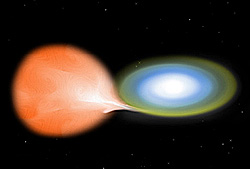
Künstlerische Darstellung eines kataklysmischen Veränderlichen

Zwergnovae bestehen aus einem Roten Zwerg, der einem Weißen Zwerg so nahe steht, dass er Masse an diesen verliert. Das Gas trifft auf eine Akkretionsscheibe und bewegt sich spiralförmig durch diese, bis es auf den Weißen Zwerg trifft. Die Superhumps entstehen durch eine 3:1 Bahnresonanz am Rand der Akkretionsscheibe, deren Exzentrizität erstmals während eines Superausbruchs der bedeckungsveränderlichen Zwergnova Z Chamaeleontis im Jahre 1978 durch photometrische und spektroskopische Beobachtungen nachgewiesen werden konnte. Die Scheibe rotiert dann nicht achsensymmetrisch. Das heißt, der Abstand zwischen dem Roten Zwerg und dem äußeren Rand der Akkretionsscheibe variiert periodisch während eines Superausbruchs. Damit wird auch mehr oder weniger potentielle Energie beim Aufprall des Gases auf die Akkretionsscheibe freigesetzt. Dies führt zu den beobachteten Helligkeitsschwankungen. Unter der Annahme, dass positive Superhumps durch eine 3:1 Bahnresonanz entstehen kann man aus den beobachteten Helligkeitsänderungen auf das Massenverhältnis der Sterne in den kataklysmischen Veränderlichen schließen. Das Ergebnis stimmt mit den Analysen aus dem Bedeckungslichtwechsel von SU-Ursae-Majoris-Sternen recht gut überein mit Ausnahme der kurzperiodischen Systeme vom Typ WZ Sagittae.
Eine alternative Interpretation geht von einem erhöhten Materiestrom vom Begleiter zur Akkretionsscheibe aus. An der Stelle in der Akkretionsscheibe, wo der Materiestrom auftrifft, bildet sich ein heißer Fleck. Die Leuchtkraft des heißen Flecks steigt aufgrund des erhöhten Materiestroms an und führt zu den Superhumps. Die etwas längere Superhumpperiode im Vergleich zur Umlaufdauer ist die Folge einer Expansion der Akkretionsscheibe während der Eruption.

## Negative Superhumps
Bei negativen Superhumps ist die Periode der Helligkeitsvariation in der Lichtkurve einige Prozente kürzer als die Umlaufdauer des Doppelsternsystems. Die Ursache liegt in einer gegen die Bahnebene gekippten Akkretionsscheibe, die relativ zu dieser präzediert, und zwar mit einer von der Umlaufperiode der beiden Sterne verschiedenen Geschwindigkeit. Die Helligkeitsänderung der Superhumps ist eine Folge der sich daraus ergebenden unterschiedlichen Tiefe im Gravitationsfeld, bei der der Massenstrom vom Begleiter auf die präzedierende Akkretionsscheibe auftrifft und die Bewegungsenergie in elektromagnetische Strahlung umwandelt. Beispiele für negative Superhumps sind TV Col und V344 Lyr. Auch die Zyklenlänge von Infrahumps ist kürzer als die Bahnumlaufdauer des kataklysmischen Doppelsterns. Infrahumps sind sinusförmige Modulationen der Lichtkurve mit sehr geringer Amplitude und treten nur temporär auf. Sie werden interpretiert als Gezeiteneffekte in der Akkretionsscheibe, die nicht stark genug sind einen Superausbruch anzuregen.

## Ursache der Superhumps
Es gibt zwei Hypothesen bezüglich der auslösenden Ursache für die Superhumps und Superausbrüche, die durch die Abweichung von der Axialsymmetrie der Akkretionsscheibe entsteht. Smak präferiert als Ursache einen erhöhten Massetransfer vom Roten Zwerg, der durch eine Erwärmung des Begleiters als Folge eines normalen Ausbruch ausgelöst wird. Osaki und Kato bevorzugen dagegen das Modell einer thermischen Instabilität. Danach dehnt sich die Akkretionsscheibe aufgrund ihrer thermischen Eigenschaften bei einem normalen Ausbruch aus und gerät dadurch in eine Bahnresonanz zwischen der Bahnumlaufdauer und der Rotationsdauer der Scheibe.

## Rekonstruktion des Aufbaus der Akkretionsscheibe
Werden Superhump als eine Abweichung von einer Rotationssymmetrie interpretiert sollte es möglich sein aus der Lichtkurve mit Hilfe von tomografischen Methoden auf die Struktur der Akkretionsscheibe zu schließen. Dabei sollte die Farbänderung Informationen über die radiale Struktur der Scheibe enthalten, da die Temperatur der Akkretionsscheibe zu ihren Rändern abfällt. Aus der Entwicklung der Phase des Superhumps sollte auf die Struktur der Scheibe in azimutaler Richtung geschlossen werden können. Die Rekonstruktion der Akkretionsscheibe von V455 And in der frühen Phase eines Superausbruchs zeigt eine eingebettete Spiralstruktur in einer durch Gezeitenkräfte deformierten Scheibe. Auf ein solches Verhalten wurde bei anderen Zwergnovae durch die Technik der Dopplertomografie auch geschlossen.